# Chryzostom (Kykkotis)
Chryzostom, imię świeckie Konstantinos Kykkotis (ur. 14 grudnia 1970 w Kirenii) – cypryjski duchowny prawosławny, od 2011 metropolita Kirenii.

## Życiorys
7 kwietnia 2001 stał się mnichem, a dzień później diakonem. Święcenia prezbiteratu przyjął 8 września 2007 r. 10 grudnia 2011 r. otrzymał chirotonię biskupią.